# Рэйна (певица)
О Хе Рин (кор. 오혜린; род. 7 мая 1989 года, более известная как Рэйна) — южнокорейская автор-исполнитель. Наиболее популярна как бывшая участница гёрл-группы After School (2009—2019) и её саб-юнита Orange Caramel (2010—2019).
Дебютировала как сольная исполнительница в сентябре 2014 года с синглом «You End, And Me (장난인거 알아)».

## Жизнь и карьера

### 1989—2008: Ранние годы и начинания в карьере
Рэйна родилась 7 мая 1989 года в Ульсане, Южная Корея. В подростковом возрасте она пыталась попасть в JYP Entertainment в качестве рэпера, но в итоге присоединилась к Pledis Entertainment. До дебюта работала баристой в «Coffee Bean & Tea Leaf», прослушивалась в шоу «Суперзвезда К» (англ. Superstar K) и была ученицей в академии S.M..

### 2009—13: Дебют в After School и Orange Caramel
Рэйна официально дебютировала в After School 25 ноября 2009 года с выходом сингла «Because of You», заняв позицию главной вокалистки. 18 июня 2010 года дебютировала в саб-юните Orange Caramel, став там лидером.
В феврале 2012 года выпустила саундтрек «Glowing (자체발광)» к дораме «Да она чокнутая» совместно с Мэн Соном.

### 2014—настоящее время: Сольный дебют

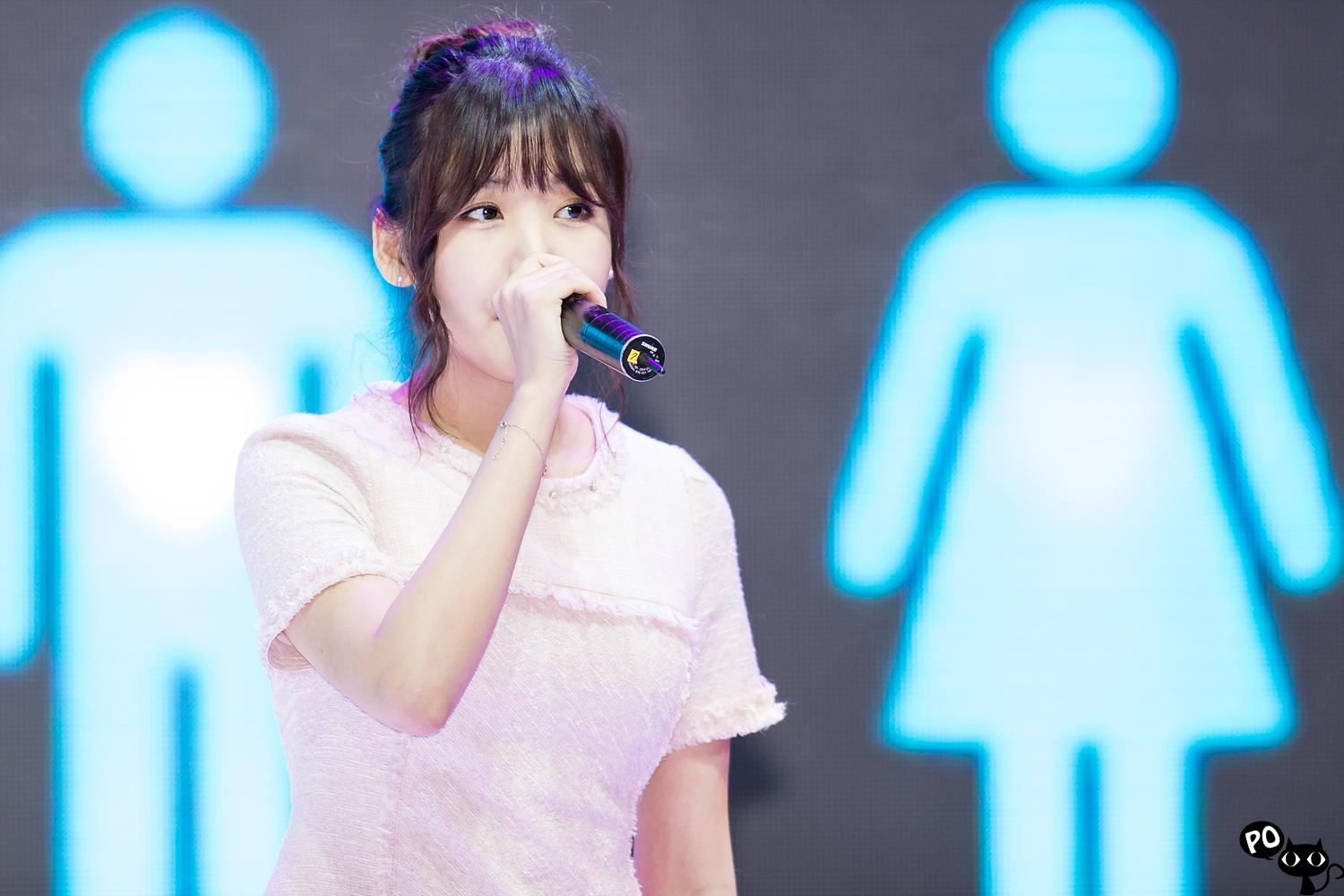
Рэйна выступает на сеульском мотошоу, апрель 2015 года

12 июня 2014 года состоялась премьера песни «A Midsummer Night's Sweetness (한여름밤의 꿀)», записанной с рэпером San E. Композиция имела огромный успех, став №1 в десяти на тот момент южнокорейских музыкальных чартах. По итогам года песня стала четвёртой самой успешной в стране по цифровым показателям. 8 октября Рэйна выпустила первый сингл Reset, став первой участницей After School, дебютировавшей сольно.
24 ноября 2015 года Рэйна представила второй цифровой сингл «I Don’t Know». 17 июня 2016 года вышла ещё одна совместная работа с San E — сингл «Sugar and Me». Видеоклип стал одним из самых просматриваемых в США и в мире за июнь.
5 июня 2017 года Рэйна выпустила саундтрек «When Rain Falls» для дорамы «Хранители». Её одногруппница E-Young участвовала в написании текста и сочинении музыки. 31 июля представила первый сингловый альбом Loop. В одноимённом сингле принял участие Аарон из NU’EST. 26 августа 2018 года выпустила специальный сингл «작아지는 중 (It's Okay)» в рамках проекта с продюсером Bumzu. 5 сентября выпустила саундтрек «Home» к дораме «Уважаемый судья». В мае 2019 года бывшая участница After School Лиззи объявила о неофициальном расформировании группы ввиду индивидуальной деятельности каждой участницы.

## Публичный имидж и влияние
Рэйна признаётся одной из сильнейших вокалисток на корейской сцене среди участниц женских групп.

## Дискография

### Сингловые альбомы
| Название                                 | Информация об альбоме | Пиковая позиция в чартах | Продажи |
| Название                                 | Информация об альбоме | KOR                      | Продажи |
| ---------------------------------------- | --- | ------------------------ | ------- |
| Reset                                    | - Выпущен: 10 октября 2014 года - Лейбл: Pledis Entertainment - Формат: CD, цифровая загрузка Track listing 1. You End, And Me (장난인거 알아) (совместно с Канто) 2. Repertoire (레파토리)                             | —                        | н/д     |
| Loop                                     | - Выпущен: 31 июля 2017 года - Лейбл: Pledis Entertainment - Формат: CD, цифровая загрузка Track listing 1. Loop (밥 영화 카페) совместно с Аароном из NU'EST 2. Your Day (맡겨줘) 3. Treat You Better (같이 있고 싶어) | 41                       | н/д     |
| «—» означает, что релиз не попал в чарт. | |                          |         |

### Синглы
| Название                                                                    | Год  | Пиковая позиция в чартах | Продажи (цифровые)           | Альбом                        |
| Название                                                                    | Год  | KOR                      | Продажи (цифровые)           | Альбом                        |
| --------------------------------------------------------------------------- | ---- | ------------------------ | ---------------------------- | ----------------------------- |
| «A Midsummer Night's Sweetness» (совместно с San E)                         | 2014 | 1                        | Республика Корея: 2,176,748+ | Не сингл с альбома            |
| «You End, And Me» (장난인거 알아) (совместно с Канто)                       | 2014 | 25                       | Республика Корея: 142,407+   | Reset                         |
| «Don't Know» (모르겠다)                                                     | 2015 | 69                       | Республика Корея: 28,237+    | Не сингл с альбома            |
| «Sugar and Me» (달고나) (совместно с San E)                                 | 2016 | 5                        | Республика Корея: 454,350+   | Не сингл с альбома            |
| «Loop» (밥 영화 카페) (совместно с Аароном NU'EST)                          | 2017 | 55                       | Республика Корея: 33,454+    | Loop                          |
| «It's Okay» (작아지는 중)                                                   | 2018 | —                        |                              | Не сингл с альбома            |
| Саундтреки                                                                  |      |                          |                              |                               |
| «Glowing» (자체발광) (совместно с Мэн Соном)                                | 2012 | 97                       | Неизвестно                   | Glowing She OST Part 2        |
| «Faraway»                                                                   | 2012 | —                        | Неизвестно                   | Glowing She OST Part 2        |
| «Stay Weird Stay Different» (이상하자) (совместно с Ханхе и Вербал Джинтом) | 2015 | —                        | Неизвестно                   | Stay Weird Stay Different OST |
| «When Rain Falls» (주르륵)                                                  | 2017 | —                        | Неизвестно                   | The Guardians OST Part 3      |
| «Home»                                                                      | 2018 | —                        | Неизвестно                   | Your Honor OST Part 5         |
| «—» означает, что релиз не попал в чарт.                                    |      |                          |                              |                               |

### Другие песни
Будучи участницей After School, Рэйна принимала участие в записи цифровых синглов различных исполнителей: «Allday Allnight» Jacop, ￦uNo и DAYDAY, «Once» Bumzu. Также вместе с Лиззи исполняла композицию «You In My Imagination».

## Награды и номинации

### Mnet Asian Music Awards
| Год  | Номинируемая работа                             | Категория           | Результат |
| ---- | ----------------------------------------------- | ------------------- | --------- |
| 2014 | San E & Raina — «A Midsummer Night's Sweetness» | Песня Года          | Номинация |
| 2014 | San E & Raina — «A Midsummer Night's Sweetness» | Лучшая коллаборация | Номинация |

### Melon Music Awards
| Год  | Номинируемая работа                             | Категория                     | Результат |
| ---- | ----------------------------------------------- | ----------------------------- | --------- |
| 2014 | San E & Raina — «A Midsummer Night's Sweetness» | Песня Года                    | Номинация |
| 2014 | San E & Raina — «A Midsummer Night's Sweetness» | Горячий Тренд                 | Номинация |
| 2014 | San E & Raina — «A Midsummer Night's Sweetness» | Лучшая композиция рэп/хип-хоп | Победа    |

### Golden Disc Awards
| Год  | Номинируемая работа                             | Категория       | Результат |
| ---- | ----------------------------------------------- | --------------- | --------- |
| 2015 | San E & Raina — «A Midsummer Night's Sweetness» | Цифровой Бонсан | Номинация |

### Seoul Music Awards
| Год  | Номинируемая работа                             | Категория                     | Результат |
| ---- | ----------------------------------------------- | ----------------------------- | --------- |
| 2014 | San E & Raina — «A Midsummer Night's Sweetness» | Лучшая композиция хип-хоп/рэп | Победа    |

### Gaon Chart K-Pop Awards
| Год  | Номинируемая работа                             | Категория          | Результат |
| ---- | ----------------------------------------------- | ------------------ | --------- |
| 2014 | San E & Raina — «A Midsummer Night's Sweetness» | Артист Года — Июль | Победа    |